# Mitteldeutsche Fußballmeisterschaft 1906/07

VfB Leipzig 1893 – Mitteldeutscher Fußballmeister 1907

Die Mitteldeutsche Fußballmeisterschaft 1906/07 des Verbandes Mitteldeutscher Ballspiel-Vereine (VMBV) war die sechste Spielzeit der Mitteldeutschen Fußballmeisterschaft. Die diesjährige Meisterschaft wurde erneut mittels mehrerer regionaler Gauligen ausgespielt, deren Sieger in einer K.-o.-Runde aufeinandertrafen. Durch einen 1:0-Erfolg über den Magdeburger FC Viktoria 1896 konnte der VfB Leipzig seinen Meister-Titel erfolgreich verteidigen und wurde insgesamt zum vierten Mal Mitteldeutscher Fußballmeister. Durch diesen Triumph, qualifizierten sich die Leipziger für die Endrunde zur Deutschen Meisterschaft, während der über ein Freilos das Halbfinale erreicht wurde. In diesem Halbfinale verlor der Titelverteidiger jedoch mit 2:3 gegen den späteren Sieger, den Freiburger FC und schied so in der Vorschlussrunde aus.

## Modus
Alle teilnehmenden Vereine im Verband Mitteldeutscher Ballspiel-Vereine, (V.M.B.V.), waren in der Saison 1906/07 in sieben Bezirke (Gaue) eingeteilt. Am 13. Verbandstag des V.M.B.V., am 18. und 19. August 1906, wurde die Aufnahme des Verbandes Plauener Ballspielvereine, (V.P.B.V.) beschlossen. Hierfür wurde mit dem Gau Vogtland eine neue Spielbereichs-Klasse eingeführt. Die Gaue Saale, Thüringen und Vogtland, waren jedoch aufgrund ihrer fehlenden Spielstärke nur unterklassig eingestuft und durften somit keinen Vertreter für die Endrunde der Mitteldeutschen Meisterschaft entsenden.
| Gau             | Gaumeister                     |
| --------------- | ------------------------------ |
| Nordwestsachsen | VfB Leipzig                    |
| Ostsachsen      | Dresdner SC                    |
| Südwestsachsen  | Mittweidaer BC                 |
| Saale           | Hallescher FC 1896 II          |
| Mittelelbe      | Magdeburger FC Viktoria 1896   |
| Thüringen       | SC Erfurt 1895                 |
| Vogtland        | 1. Vogtländischer FC Plauen II |

## Gau I – Nordwestsachsen
| Pl. | Verein                  | Sp. | S  | U | N | Tore    | Quote | Punkte |
| --- | ----------------------- | --- | -- | - | - | ------- | ----- | ------ |
| 1.  | VfB Leipzig (MM)&(M)    | 10  | 10 | 0 | 0 | 049:110 | 4,45  | 20:0   |
| 2.  | FC Wacker Leipzig       | 10  | 6  | 1 | 3 | 032:170 | 1,88  | 13:70  |
| 3.  | Hallescher FC 1896 a    | 10  | 6  | 0 | 4 | 026:260 | 1,00  | 12:80  |
| 4.  | Hallescher FC Wacker a  | 10  | 4  | 0 | 6 | 020:270 | 0,74  | 08:12  |
| 5.  | Leipziger BC 1893       | 10  | 1  | 2 | 7 | 023:500 | 0,46  | 04:16  |
| 6.  | FC Sportfreunde Leipzig | 10  | 1  | 1 | 8 | 013:320 | 0,41  | 03:17  |

| (MM) | Titelverteidiger Mitteldeutschland |
| (M)  | Titelverteidiger Nordwestsachsen   |

## Gau II – Ostsachsen
| Pl. | Verein                    | Sp. | S  | U | N  | Tore    | Quote | Punkte |
| --- | ------------------------- | --- | -- | - | -- | ------- | ----- | ------ |
| 1.  | Dresdner SC (M)           | 12  | 10 | 0 | 2  | 083:150 | 5,53  | 20:40  |
| 2.  | BC Sportlust Dresden      | 12  | 9  | 1 | 2  | 056:240 | 2,33  | 19:50  |
| 3.  | Dresdensia Dresden        | 12  | 9  | 0 | 3  | 020:350 | 0,57  | 18:60  |
| 4.  | Guts Muts Dresden         | 12  | 6  | 1 | 5  | 052:410 | 1,27  | 13:11  |
| 5.  | Dresdner FC 1893          | 12  | 4  | 1 | 7  | 031:730 | 0,42  | 09:15  |
| 6.  | Dresdner FC Germania 1901 | 12  | 2  | 1 | 9  | 018:720 | 0,25  | 05:19  |
| 7.  | FV 1900 Sachsen Dresden b | 12  | 0  | 0 | 12 | 000:000 | 1,00  | 0:24   |

| (M) | Titelverteidiger Ostsachsen |

## Gau III – Südwestsachsen
| Pl. | Verein                         | Sp. | S | U | N | Tore    | Quote | Punkte |
| --- | ------------------------------ | --- | - | - | - | ------- | ----- | ------ |
| 1.  | Mittweidaer BC                 | 5   | 5 | 0 | 0 | 013:500 | 2,60  | 10:0   |
| 2.  | Chemnitzer BC (M)              | 5   | 4 | 1 | 0 | 031:600 | 5,17  | 09:10  |
| 3.  | 1. Vogtländischer FC Plauen c  | 6   | 3 | 1 | 2 | 028:160 | 1,75  | 07:50  |
| 4.  | Germania Mittweida             | 6   | 2 | 0 | 4 | 013:170 | 0,76  | 04:80  |
| 5.  | Zwickauer BC (N)               | 6   | 1 | 0 | 5 | 007:380 | 0,18  | 02:10  |
| 6.  | Verein Chemnitzer Sportfreunde | 4   | 0 | 0 | 4 | 006:160 | 0,38  | 0:80   |

| (M) | Titelverteidiger Südwestsachsen |
| (N) | Neuling                         |

## Gau IV – Saale
Der Gau IV hatte den Status einer unterklassigen Liga, (3. Klasse). Daher war der Sieger nicht für die Teilnahme an der Endrunde zur Mitteldeutschen Meisterschaft qualifiziert. Zur kommenden Spielzeit wurde in diesem Gau eine oberste 1. Klasse eingeführt.

## Gau V – Mittelelbe
| Pl. | Verein                | Sp. | S | U | N | Tore    | Quote | Punkte |
| --- | --------------------- | --- | - | - | - | ------- | ----- | ------ |
| 1.  | MFC Viktoria 1896 (M) | 10  | 9 | 0 | 1 | 091:120 | 7,58  | 18:20  |
| 2.  | FuCC Cricket-Viktoria | 10  | 8 | 1 | 1 | 058:180 | 3,22  | 17:30  |
| 3.  | FC Weitstoß 1898      | 10  | 4 | 1 | 5 | 030:380 | 0,79  | 09:11  |
| 4.  | SC Germania-Jahn 1898 | 10  | 4 | 0 | 6 | 024:480 | 0,50  | 08:12  |
| 5.  | MSC Preußen 99 (N)    | 10  | 3 | 0 | 7 | 021:570 | 0,37  | 06:14  |
| 6.  | Magdeburger SC        | 10  | 1 | 0 | 9 | 016:670 | 0,24  | 02:18  |

| (M) | Titelverteidiger Mittelelbe |
| (N) | Neuling                     |

## Gau VI – Thüringen
Der Gau VI hatte den Status einer unterklassigen Liga, (2. Klasse). Daher war der Sieger nicht für die Teilnahme an der Endrunde zur Mitteldeutschen Meisterschaft qualifiziert.
Zur kommenden Spielzeit wurde in diesem Gau eine oberste 1. Klasse eingeführt. Germania Mühlhausen und Meteor Waltershausen wurden in die 2. Klasse versetzt.
Alle übrigen Vereine spielten dann in der 1. Klasse.
| Pl. | Verein                           | Sp. | S | U | N | Tore    | Quote | Punkte |
| --- | -------------------------------- | --- | - | - | - | ------- | ----- | ------ |
| 1.  | SC Erfurt 1895 (M)               | 8   | 7 | 0 | 1 | 016:100 | 1,60  | 14:20  |
| 2.  | BC Teutonia 1902 Erfurt          | 8   | 4 | 1 | 3 | 020:150 | 1,33  | 09:70  |
| 3.  | FC Germania 1899 Mühlhausen      | 8   | 3 | 1 | 4 | 014:600 | 2,33  | 07:90  |
| 4.  | FC Carl Zeiss Jena (N)           | 7   | 3 | 0 | 4 | 008:160 | 0,50  | 06:80  |
| 5.  | BC 1900 Erfurt                   | 7   | 1 | 0 | 6 | 003:140 | 0,21  | 02:12  |
| 6.  | SC 1903 Weimar d                 | 0   | 0 | 0 | 0 | 000:000 | 1,00  | 0:0    |
| 6.  | FC Meteor 04 Waltershausen d (N) | 0   | 0 | 0 | 0 | 000:000 | 1,00  | 0:0    |

| (M) | Titelverteidiger Thüringen |
| (N) | Neuling                    |

## Gau VII – Vogtland
Der Gau VII hatte den Status einer unterklassigen Liga, (2. Klasse). Daher war der Sieger nicht für die Teilnahme an der Endrunde zur Mitteldeutschen Meisterschaft qualifiziert. Zur kommenden Spielzeit war der Gau dann erstklassig eingestuft.

Der Plauener BC 05 und die zweite Vertretung des 1. Vogtländischer FC Plauen, wurden in die 2. Klasse versetzt. Alle übrigen Vereine spielten dann in der 1. Klasse.
| Pl. | Verein                         | Sp. | S | U | N | Tore    | Quote | Punkte |
| --- | ------------------------------ | --- | - | - | - | ------- | ----- | ------ |
| 1.  | 1. Vogtländischer FC Plauen II | 6   | 5 | 0 | 1 | 032:300 | 10,67 | 10:20  |
| 2.  | FC Germania Plauen             | 8   | 3 | 0 | 5 | 009:900 | 1,00  | 06:10  |
| 3.  | FC Plavia Plauen               | 6   | 2 | 0 | 4 | 005:160 | 0,31  | 04:80  |
| 4.  | Plauener BC 05                 | 7   | 1 | 1 | 5 | 008:170 | 0,47  | 03:11  |
| 5.  | FC Concordia Reinsdorf         | 7   | 0 | 1 | 6 | 004:130 | 0,31  | 01:13  |

- Ausscheidungsspiel am 30.06.1907 in Jena (Wölnitzer Wiesen) : SC Erfurt : VFC Plauen ?

(Quelle: Jenaische Zeitung vom 30.06.1907 - Sportwesen)

## Meisterschafts-Endrunde
Die Meisterschafts-Endrunde fand im K.-o.-System statt. Qualifiziert waren die Meister der vier Gaue: Nordwestsachsen, Ostsachsen, Mittelsachsen und Mittelelbe.

### Halbfinale
| Datum         |                                                      | Ergebnis |                                            | Ort      |
| ------------- | ---------------------------------------------------- | -------- | ------------------------------------------ | -------- |
| 17. März 1907 | VfB Leipzig (Sieger Gau Nordwestsachsen)             | 6:0      | Mittweidaer BC (Sieger Gau Südwestsachsen) | Chemnitz |
| 17. März 1907 | Magdeburger FC Viktoria 1896 (Sieger Gau Mittelelbe) | 3:2      | Dresdner SC (Sieger Gau Ostsachsen)        | Leipzig  |

### Finale
| Datum         |             | Ergebnis |                              | Stadion               |
| ------------- | ----------- | -------- | ---------------------------- | --------------------- |
| 24. März 1907 | VfB Leipzig | 1:0      | Magdeburger FC Viktoria 1896 | Wacker-Platz, Leipzig |